# Гуттау
Гуттау (нім. Guttau; в.-луж. Hućina) — селище у Німеччині, у землі Саксонія. Входить до складу району Баутцен, що підпорядковується адміністративному округу Дрезден. Мало статус громади до 1 січня 2013 року, коли було приєднане до громади Мальшвіц.
Населення — 1 596 осіб (на 31 грудня 2010). Площа — 41,66 км².
Офіційною мовою в населеному пункті, крім німецької, є верхньолужицька.